# Pacoros d'Armènia
Pacoros o Pakoros, Pocoros  o  Bakur, (en armeni Բակուր, en grec antic Πάκορος) va ser rei d'Armènia de l'any 161 al 163.
Era un príncep part i el rei Vologès III de Pàrtia que va expulsar al rei Sohemus d'Armènia, senador i cònsol de Roma el va posar al tron. Després d'un primer intent romà de restablir a Sohemus l'any 162, on Sedaci Severià va ser derrotat a Elegeia, i es va suïcidar. L'atac es va repetir a l'any següent, el 163, sota la direcció del general Marc Estaci Prisc, que va ocupar Artàxata, va fer fugir a Pacoros i va restablir a Sohemus. Artàxata va ser destruïda i substituïda per una nova ciutat no gaire lluny anomenada Cenèpolis, dissenyada per l'arquitecte Suides, i que podria correspondre a Vagharxapat (segons Moisès de Khorèn); allí es va instal·lar una guarnició romana. Probablement no era el mateix rei que Aureli Pacoros, que hauria regnat abans que Sohemus, si bé la qüestió és discutida.